# Estadio Internacional
El Estadio Internacional es una cancha de usos múltiples que se encuentra en Malabo (Guinea Ecuatorial). Es usado generalmente para partidos de fútbol y tiene lugar para 6.000 espectadores.
El Estadio Internacional solía albergar los partidos que la selección de fútbol de Guinea Ecuatorial jugaba como local, hasta que en 2007 se inaugurara el Estadio de Malabo.
- Datos: Q5400260